# Portrait de Clément VII sans barbe
Le Portrait de Clément VII sans barbe est une peinture à l'huile sur toile (145 × 100 cm) réalisée par Sebastiano del Piombo vers 1526 et conservée au musée de Capodimonte à Naples.

## Histoire
La peinture est réalisée vers 1526, plusieurs mois avant le sac de Rome par les mercenaires de Charles Quint. À cette époque, Sebastiano del Piombo, qui a gagné la confiance de Michel-Ange, est devenu célèbre comme portraitiste. Il a plus de quarante ans et s'apprête à occuper un emploi au plombage des bulles pontificales. Il souhaite donc honorer dignement cette occasion d'enrichir l'iconographie officielle de la famille du pape Clément VII, les Médicis.
Une première référence à l'œuvre remonte à 1531 grâce à une lettre que Sebastiano del Piombo lui-même envoie à Michel-Ange, dans laquelle il est fait référence à deux portraits du pape Clément VII datant d'avant le sac de Rome, à tel point que le pape est représenté sans la barbe qu'il décidera de se laisser pousser à la suite d'un vœu à son issue. Cette œuvre apparaît donc comme un témoignage historique important, car elle représente le pape imberbe, donc quelque temps avant le vœu prononcé après les évènements de 1527, à partir duquel le pape décide de laisser pousser sa pilosité faciale : les portraits ultérieurs, jusqu'à sa mort en 1537, le verront toujours représenté avec une longue barbe caractéristique.
Les deux tableaux sont ensuite mentionnés par Giorgio Vasari dans Les Vies des meilleurs peintres, sculpteurs et architectes, qui situent l'un dans les collections de l'évêque de Vaison, et l'autre, de « dimensions beaucoup plus grandes, c'est-à-dire jusqu'au genou et assis », à demeure dans l'atelier romain de del Piombo, où il reste même après la mort du peintre en 1547, lorsqu'il est inventorié et acheté par Fulvio Orsini, banquier de la maison Farnèse, pour sa collection d'art. 
En 1600, la toile, ainsi que l'ensemble de la collection, passent par legs à la collection Farnèse du cardinal Édouard Farnèse, suivant ensuite le parcours de toutes les œuvres du palais Farnèse de Rome : elle est donc exposée pour la première fois dans le palais familial situé à proximité du Campo de' Fiori, puis transférée dans les collections émiliennes de Parme, au Palais du Jardin, où elle est enregistrée en 1662 comme portrait d'Alexandre VI, puis rejoint les inventaires de la nouvelle Galerie Ducale du Palazzo della Pilotta.
En 1734, la toile, comme toute la collection Farnèse, revient par héritage à Élisabeth Farnèse, la dernière descendante de la famille, qui la cède par héritage à son fils Charles de Bourbon, roi de Naples, où sont ensuite transférées les collections d'art émiliennes et romaines. Dans ce contexte, le sujet est identifié à Paul III, le pape Farnèse. Pendant la République parthénopéenne de 1799, le tableau est volé par les troupes françaises et retrouvé à Rome par l'émissaire de Ferdinand Ier roi des Deux-Siciles, Domenico Venuti, l'année suivante. De retour à Naples, la toile est d'abord exposée au Palazzo Cellammare, puis au Palazzo degli Studi, avec l'identification du personnage représenté à Alexandre VI. Au début du XXe siècle, grâce à des études iconographiques, la figure représentée est définitivement identifiée au pape Clément VII.
La toile est accrochée dans la Galerie Farnèse du musée de Capodimonte depuis l'ouverture de celui-ci en 1957.

## Description

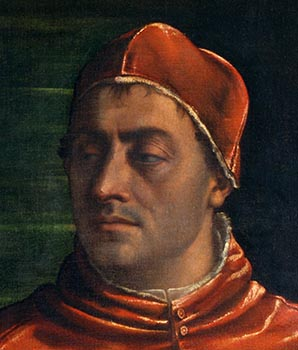
Détail.

Le pape Médicis, qui porte barrette (bonnet de velours) et camail, est assis devant un fond indistinct, le regard tourné de côté. La pose oblique, assis avec une représentation jusqu'au genou, avec une expression fière et sévère, laisse entrevoir le caractère volontaire et décidé du pontife.
Au centre, le rouge du manteau est affecté d'ombres et de moirures plus claires, comme un paysage ou un coucher de soleil.
Le sceau de cire de laque grise (identifiant les œuvres des collections romaines, tandis que celles des collections émiliennes sont marquées de cire de laque rouge) avec le lys Farnèse et le numéro d'inventaire 124, se trouve au dos du Portrait de Clément VII sans barbe du musée de Capodimonte.

## Analyse
Le portrait fait référence au schéma qui allait devenir classique pour ce genre de composition, adopté par Raphaël dans son Portrait du pape Léon X au musée des Offices de Florence, où figure également dans la composition le portrait de Clément VII, à l’époque Jules de Médicis, en tant que cardinal et cousin du pape Léon X.
Cette image de Clément VII transmet un effet de vigueur sculpturale. Le peintre respecte les dimensions du visage, mais sur un corps qui semble en expansion au point de franchir les limites de la toile. L'effet de domination est tempéré par les nuances de l'habit et de la tunique qui se retrousse de côté sur la partie visible du siège. 
Des maîtres de la peinture vénitienne, tels Battista Franco, Le Tintoret et Le Greco, ont tenté de reformuler la richesse de la couleur saturée et nocturne du manteau à l'indicible richesse, qui se prolonge dans le camail bordé de fourrure.  
La peau du visage est rasée de frais et encore légèrement humide. Elle constitue une performance dans la recherche sur la lumière, qui oblige à remettre en question l'importance spécifique de Sebastiano del Piombo pour le naturalisme du XVIIe siècle, et plus particulièrement en ce qui concerne Le Caravage. La main surdimensionnée, qui envahit l'espace réel dans le bas, rééquilibre la pose dans la lignée de Michel-Ange.

## Critiques
Pour l'historien de l'art Roberto Longhi, le Portrait de Clément VII sans barbe fait partie de ces « chefs-d'œuvre de genre composite (drames à résolution culturelle entre deux visions figuratives de chiffre opposé dans leur excellence respective) ». Pour celui-ci, la civilisation vénitienne de la couleur et celle tosco-romaine du contour parfait ne se sont jamais mieux confondues dans un même tableau.

## Portraits similaires
Le style de la composition est presque conforme à celui de deux autres œuvres contemporaines du peintre, le Portrait d'Anton Francesco degli Albizi à Houston, que, selon des documents historiques, Michel-Ange aimait moins que le portrait napolitain de Clément VII, et le Portrait d'Andrea Doria à la Galerie Doria-Pamphilj à Rome. Une version réalisée cinq ans plus tard, avec le pape représenté avec une barbe, se trouve au J. Paul Getty Museum de Los Angeles, tandis que ce qui est très probablement considéré comme le prototype du visage, exécuté avec la technique de l'huile sur ardoise, technique dans laquelle del Piombo excellait, se trouve au musée de Capodimonte ,.

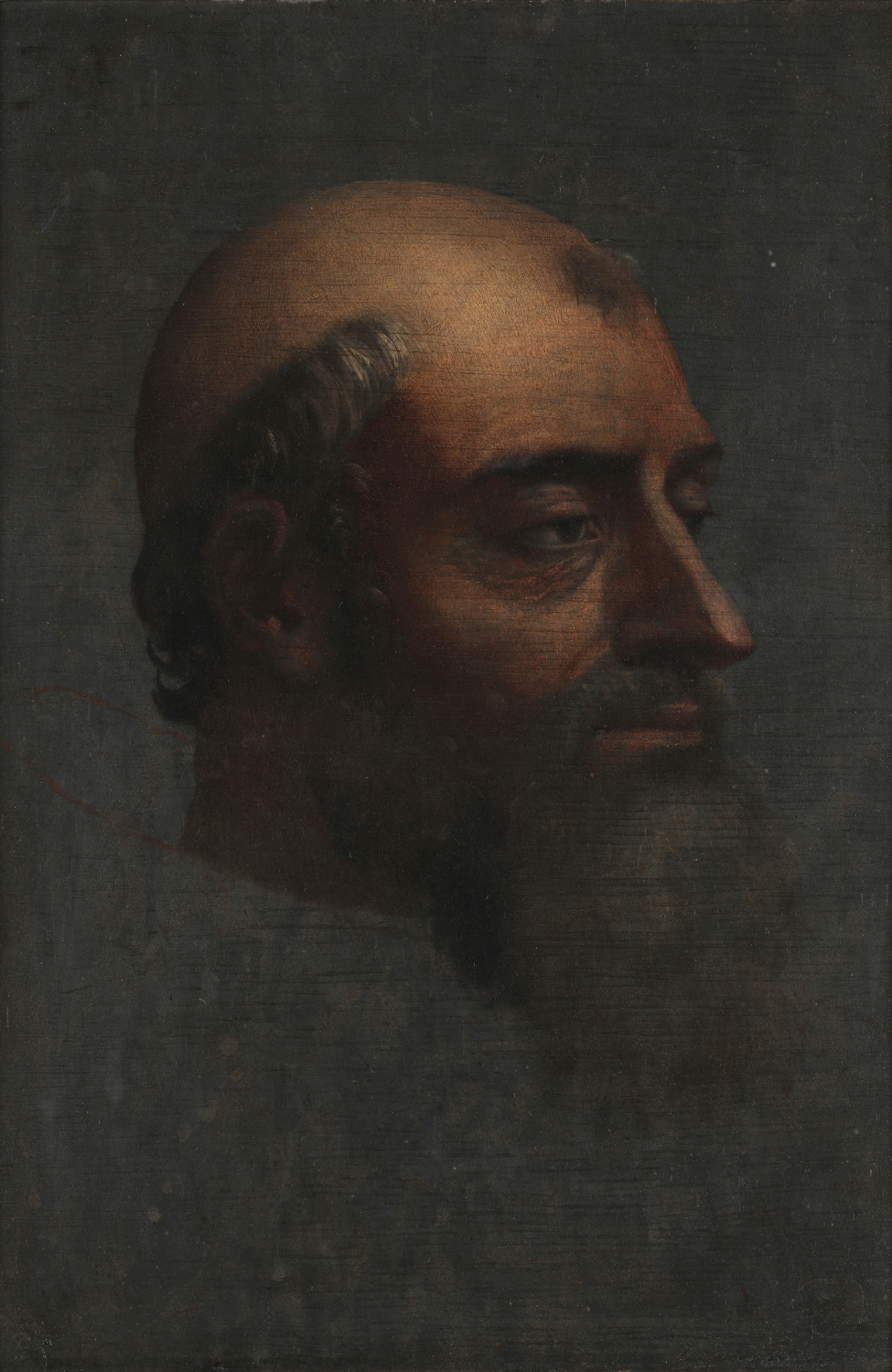
Portrait de Clément VII sans barbe, vers 1531, Musée de Capodimonte, Naples.
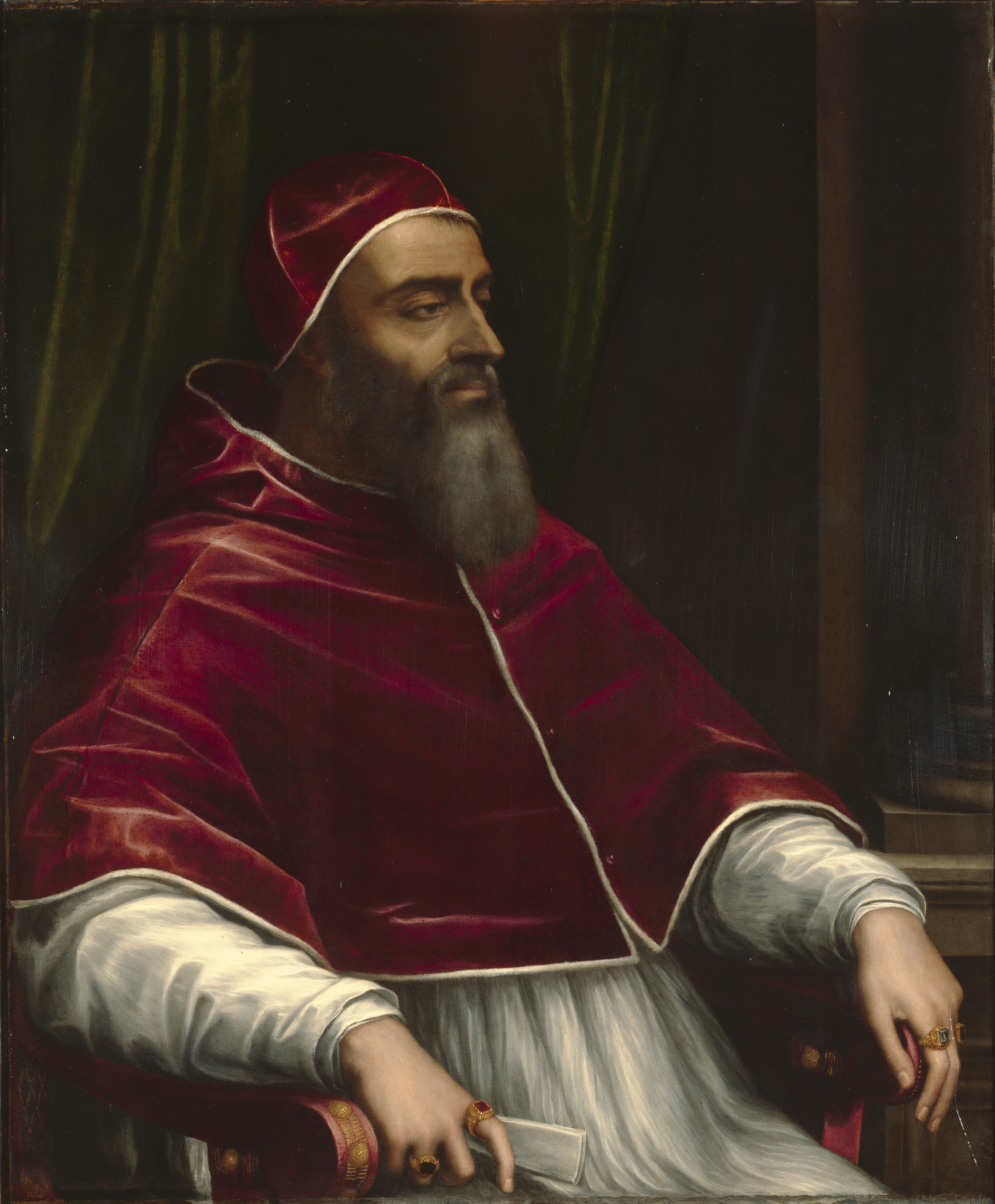
Portrait de Clément VII avec barbe, vers 1531, J. Paul Getty Museum, Los Angeles.

## Exposition
Cette peinture est exposée dans le cadre de l'exposition Naples à Paris. Le Louvre invite le musée de Capodimonte au musée du Louvre du 7 juin 2023 au 8 janvier 2024.

## Autres projets
- Ressources relatives aux beaux-arts :   - bpk-Bildagentur
  - Fondation Federico Zeri
  - Google Arts & Culture